# Costa Lobo
Manuel Leal da Costa Lobo GCIP GCM, internacionalmente conhecido por Costa Lobo (Coimbra, 2 de outubro de 1929 — Lisboa, 20 de maio de 2013), foi um urbanista português.

## Biografia
Manuel Leal da Costa Lobo nasceu em Coimbra em 2 de outubro de 1929. Nesta cidade completou os seus estudos secundários e fez os preparatórios de Engenharia na Universidade de Coimbra. Na faculdade de Engenharia da Universidade do Porto obteve a licenciatura em Engenharia Civil.
De 1954 a 1963 trabalhou na Repartição de Estudos de Urbanização da Direção-Geral dos Serviços de Urbanização. A partir de 1963, como Professor Catedrático do Instituto Superior Técnico, na área de Urbanização, a que acedeu após concurso, lecionou várias matérias ligadas ao domínio de Planeamento Regional e Urbano, fundou o Curso de Pós-Graduação em Planeamento Regional e Urbano em 1972 (institucionalizado como Mestrado a partir de 1982), e também o centro de investigação CESUR (Centro de Sistemas Urbanos e Regionais), onde desenvolveu atividade. Foi coordenador da licenciatura em Engenharia do Território na mesma escola.
Como urbanista profissional, de 1963 a 1990, elaborou estudos de planeamento regional e urbano em muitos lugares de Portugal e no estrangeiro. Fez parte do grupo fundador da Associação Internacional de Urbanistas em 1965 e foi seu presidente de 1984 a 1987.
Foi membro da Direção da Federação Internacional de Habitação, Urbanismo e Ordenamento do Território, de 1982 a 2004. Foi também fundador da Associação de Urbanistas Portugueses (inicialmente designada por Sociedade Portuguesa de Urbanistas) e seu Presidente. Foi sócio honorário do “Royal Town Planning Institute” e da Associação Espanhola de Técnicos Urbanistas.
Como conferencista e como professor foi convidado por muitas universidades de Portugal e do estrangeiro.
Eleito provedor do ambiente e da qualidade de vida urbana da cidade de Lisboa em 1990, foi reeleito para novo mandato em 1994, até 1998.
Professor Catedrático de Planeamento Regional e Urbano, no Instituto Superior Técnico desde 1963; Professor Coordenador do Curso de Mestrado de Planeamento Regional da UTL entre 1982 e 1992; foi membro do senado do IST, Professor Responsável pela licenciatura em Engenharia do Território e Presidente do Departamento de Engenharia Civil.
Fundador do Curso de Mestrado em Planeamento Regional e Urbano da Universidade Técnica de Lisboa (curso inter-escolas) e vários anos seu coordenador.
Foi membro do Conselho Superior de Obras Públicas e Transportes (CSOPT) do Ministério das Obras Públicas, Transportes e Comunicações, do Conselho Consultivo do Instituto Português do Património Cultural, do Conselho de Espetáculos e da Junta Nacional de Educação.
Foi Presidente da Comissão para a Investigação Urbana e Regional e Vice-Presidente do Grupo de Estudos da OCDE sobre a política de planeamento urbano a prever para a década de 80.
Foi académico correspondente da 7.ª Secção (Ciências da Engenharia e Outras Ciências Aplicadas), da Academia das Ciências de Lisboa, desde março de 2008.

## Planos e Estudos
- Plano do bairro residencial de Beja da Base Aérea Luso-Alemã (anos 60).
- Plano do complexo turístico de Vilamoura, no Algarve (área de estudo aproximada=1.600 ha), de que foi urbanista durante cerca de 20 anos, acompanhando o desenvolvimento dos estudos.
- Planos da cidade e da região de Coimbra (1970, 1974, 1979, 1984/85 – Plano Director Municipal /PDM); foi urbanista de Coimbra durante cerca de 20 anos.
- Plano de Vila de Óbidos (vila histórica).
- Plano do Vale de Milhaços – Seixal (reconversão de áreas de desenvolvimento clandestino - método original que se estendeu com sucesso a diferentes núcleos); foi urbanista do Seixal durante cerca de 20 anos.
- Plano da Região do Porto (em cooperação com o Prof. P. Johnson-Marshall), trabalho que se desenrolou de 1973 a 1978, incluindo estudos para o Vale do Ave (GTF).
- Plano da Área Territorial de Coimbra – Figueira da Foz.
- Plano da Praia da Vitória – Açores.
- Plano do Caniço, Moçambique;
- Estudos urbanísticos em Cabo Verde (cidades da Praia e Mindelo);
- Plano de Salvaguarda e Valorização da Encosta de Ajuda-Belém (áreas histórica monumental de Lisboa); Estudos de Expansão de Ankara e Parque Ataturk, na Turquia;
- Plano Regional da Região Autónoma da Cantábria (Equipa internacional - 1990), em Espanha; Plano de Macau (China);
- Parque da Cidade do Porto (1982-1984). Fez parte da equipa técnica coordenada por Sidónio Pardal.
- Plano Regional de Lisboa (1990/92);
- Plano de Pormenor Luz-Benfica (1992-93);
- Campus da Universidade Técnica de Lisboa (1992);
- Plano Geral do Turismo do Algarve (1993);
- Plano Estratégico de Barcelos.
- Participação no concurso para a Urbanização da Rocinha, Rio de Janeiro (menção honrosa).

Dirigiu as equipas de estudo na elaboração de planos para Figueiró dos Vinhos, Penacova, Tábua, Leiria, Montemor-o-Velho, Ourique, Leiria, Almodôvar, Moura, Torrão, Costa da Galé, Área Territorial Évora-Vendas Novas, e Vendas Novas. Foi ainda consultor de muitos outros municípios e da administração central em Portugal e no estrangeiro – Turquia; Dordrecht; Lyon; Cuba; Cabo Verde (como cooperante); Espanha (colaboração no plano da Cantábria); Moçambique.

## Principais Publicações
- 1990 “Normas Urbanísticas”, Volume I (em colaboração com Sidónio Pardal, Paulo Correia e Margarida Sousa Lobo);
- 1991 a 2000 “Normas Urbanísticas”, Volumes II, III e IV (em colaboração com Sidónio Pardal e Paulo Correia);
- 1998 “Regionalização ou reforma administrativa regionalizada?”;
- 1999 “Planeamento Regional e Urbano”;
- 2001 “Administração Urbanística – Evolução Legal e a sua Prática”, IST Press;
- 2002 “Reformar Portugal” (Capítulo: “Cidades e Regiões”);
- 2003 “Planos Directores Municipais em Fase de Transição”;
- 2004 “Habitação e Mercado Imobiliário na Área Metropolitana de Lisboa” – Volume 3.

## Condecorações
Foi condecorado com a Cruz de Mérito da República Federal da Alemanha e de, Portugal, com a Grã-Cruz da Ordem do Mérito (9 de junho de 2003) e a Grã-Cruz da Ordem da Instrução Pública (17 de janeiro de 2006).